# Petite arvine

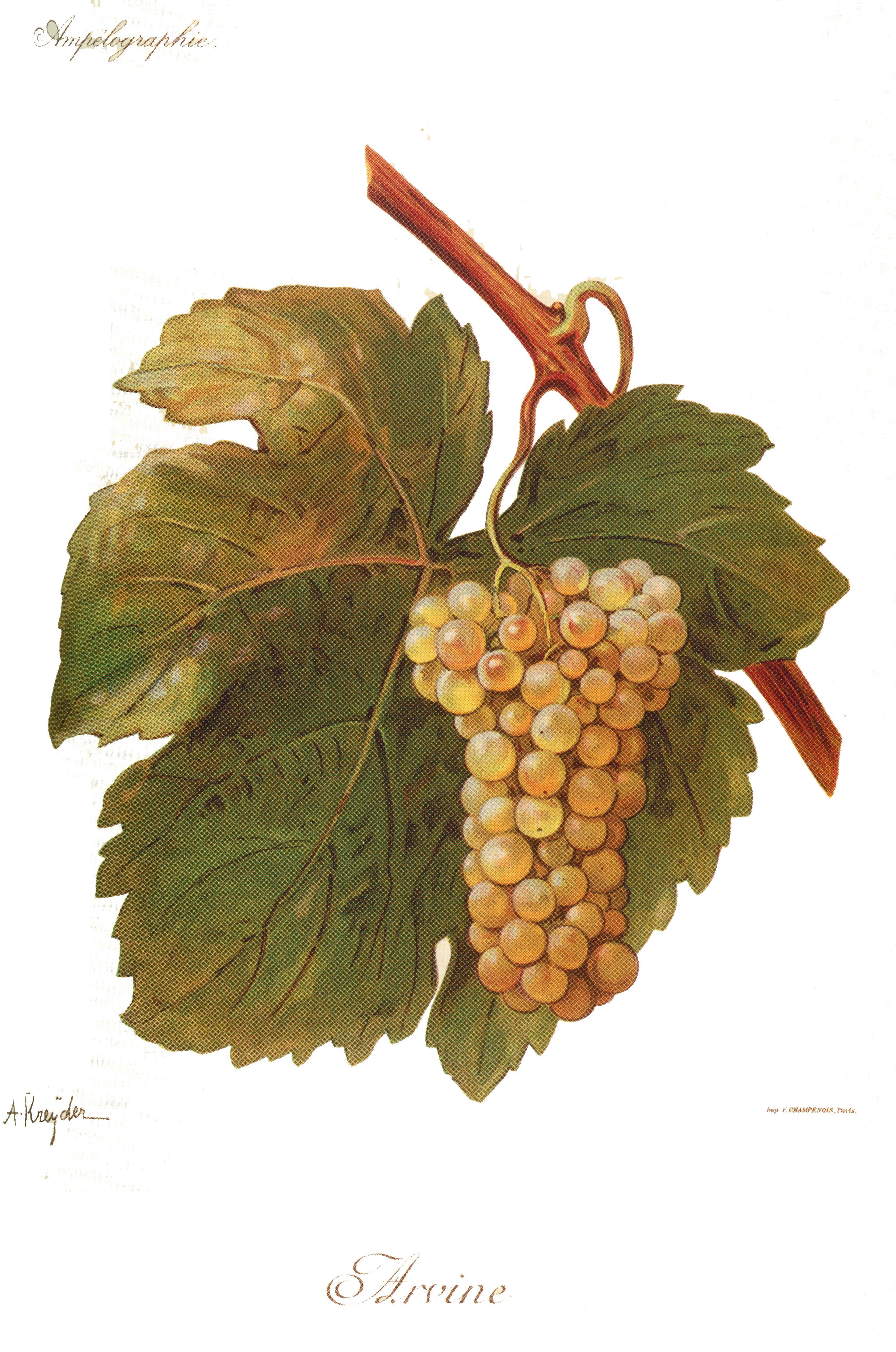
Racimo de arvine en la obra de Viala y Vermorel.

La petite arvine es una uva tinta de vino plantada en la región de Valais, Suiza. La popularidad de la vid ha hecho que sea muy plantada en la zona. En 2009 había un total de 154 ha en ese país. Los ampelógrafos han descubierto que se originó en la región de Valais y que empezó a cultivarse en 1602. El nombre deriva del nombre latino del valle del Arve de Saboya, en Valais. Su vino es el principal de esa región.

## Sinónimos
Son sinónimos de petite arvine los nombres de arvena, arvina, arvine y petite arvine.